# Travessa dos Venezianos
A Travessa dos Venezianos é uma ruela da cidade brasileira de Porto Alegre, capital do estado do Rio Grande do Sul. Está localizada no bairro da Cidade Baixa, entre as ruas Lopo Gonçalves e Joaquim Nabuco, onde existe uma série de dezessete casas populares tombadas pelo município.
Na travessa está localizada a Associação Riograndense de Artes Plásticas Francisco Lisboa, instalada numa casinha construída no início do século XX.

## Histórico
Até a metade do século XIX e o fim da Guerra dos Farrapos, esta região da Cidade Baixa era um subúrbio com aspectos de zona rural, à mercê de constantes enchentes provocadas pelo arroio Dilúvio. A região era conhecida também como zona de refúgio de escravos. Sua evolução se fez a partir da instalação de uma olaria nas imediações. Cronistas da época citam como aspectos pitorescos o carnaval que movimentava as ruas do bairro, sendo que um dos blocos mais conhecidos era o Bloco dos Venezianos.
As construções datam do início do século XX, e mostram uma arquitetura muito simples, com fachada resumida a um esquema de porta e uma ou duas janelas, com pé-direito alto e uma platibanda elementar acima, sendo pegadas umas às outras em fileira. Seu valor histórico reside em constituírem um grupo intacto de habitações populares típicas de muitas cidades brasileiras. Em Porto Alegre, o grupo preservado ali é remanescente de uma área onde este tipo de construção era generalizado.
Estas casas originalmente eram ocupadas por pessoas de renda muito baixa, em regime de aluguel. Com o passar dos anos, seus ocupantes passaram a ser os proprietários. Sua denominação deriva do antigo nome da Rua Joaquim Nabuco - Rua dos Venezianos - sendo que esta travessa era um beco que a ligava à Lopo Gonçalves. Sua primeira aparição no mapa oficial da cidade data de 1935.
O conjunto começou a ser restaurado em 1983, com auxílio dos próprios moradores. Para preservar-se não só a arquitetura, mas também a atmosfera característica do entorno, foram tombados juntamente imóveis limítrofes nas Ruas Lopo Gonçalves e Joaquim Nabuco. A travessa ainda apresenta o calçamento original de pedras irregulares.